# UTC−04:30
UTC-4:30 est un fuseau horaire, en retard de 4 heures et 30 minutes sur UTC. Il n'a été utilisé qu'au Venezuela entre 1912 et 1965, puis entre 2007 et 2016.

## Caractéristiques

### Géographie
UTC-4:30 est en retard de 4 heures et 30 minutes sur UTC. Il correspond à peu près à l'heure solaire moyenne de la longitude 67,5° Ouest. Le Venezuela s'étendant à peu près de la longitude 59.75° Ouest à 73.3° Ouest, ce méridien correspond à peu près au milieu du pays. La capitale, Caracas en est également proche.

### Soleil
Les zones concernées par le fuseau horaire étaient suffisamment proches de l'équateur pour que les horaires de lever et de coucher de soleil fussent à peu près constantes tout au long de l'année.
| Lieu                    | Coordonnées                 | 1er janvier 2012 | 1er janvier 2012 | 1er janvier 2012 | 1er avril 2012 | 1er avril 2012 | 1er avril 2012 | 1er juillet 2012 | 1er juillet 2012 | 1er juillet 2012 | 1er octobre 2012 | 1er octobre 2012 | 1er octobre 2012 |
| Lieu                    | Coordonnées                 | Lever            | Midi             | Coucher          | Lever          | Midi           | Coucher        | Lever            | Midi             | Coucher          | Lever            | Midi             | Coucher          |
| ----------------------- | --------------------------- | ---------------- | ---------------- | ---------------- | -------------- | -------------- | -------------- | ---------------- | ---------------- | ---------------- | ---------------- | ---------------- | ---------------- |
| Caracas                 | 10° 30′ nord, 66° 55′ ouest | 6 h 15           | 12 h 1           | 17 h 47          | 5 h 54         | 12 h 1         | 18 h 8         | 5 h 40           | 12 h 1           | 18 h 23          | 5 h 46           | 11 h 47          | 17 h 48          |
| Maracaibo               | 10° 39′ nord, 71° 38′ ouest | 6 h 34           | 12 h 20          | 18 h 5           | 6 h 13         | 12 h 20        | 18 h 27        | 5 h 58           | 12 h 20          | 18 h 43          | 6 h 5            | 12 h 6           | 18 h 7           |
| Tucupita                | 9° 04′ nord, 62° 04′ ouest  | 5 h 53           | 11 h 42          | 17 h 30          | 5 h 36         | 11 h 42        | 17 h 48        | 5 h 23           | 11 h 42          | 18 h 2           | 5 h 27           | 11 h 28          | 17 h 29          |
| San Carlos de Río Negro | 1° 55′ nord, 67° 04′ ouest  | 6 h 1            | 12 h 2           | 18 h 2           | 5 h 58         | 12 h 2         | 18 h 6         | 5 h 55           | 12 h 2           | 18 h 9           | 5 h 45           | 11 h 48          | 17 h 51          |

### Identifiant
La tz database ne contient qu'un identifiant concerné par UTC-04:30 : America/Caracas.

## Historique
En 1912, le méridien 67,5° Ouest est adopté par le Venezuela comme référent géographique pour le système horaire national, correspondant à un retard de 4 heures et 30 minutes sur le temps moyen de Greenwich. En 1965, le Congrès de la République établit le 60e méridien ouest comme référent ; le pays gagne ainsi une demi-heure et s'aligne sur l'horaire des pays proches dans la région (est des Antilles, nord-ouest du Brésil).
En décembre 2007, un décret du président Hugo Chávez rétablit le fuseau horaire UTC−04:30. Le 9 décembre 2007 à 3 heures du matin, les horloges du pays reculent ainsi d'une demi-heure. Ce changement est justifié par des considérations socio-économiques, afin que plus de personnes se réveillent après le lever du soleil.
Le 15 avril 2016, le président Nicolás Maduro annonce que le Venezuela compte abandonner ce fuseau afin de permettre des économies d'énergie. Le pays est alors victime d'une pénurie d'électricité : les centrales hydroélectriques sont touchées par des niveaux d'eau catastrophiquement faibles, à la suite d'une sécheresse provoquée par El Niño. Le retour à UTC-4 est effectué le 1er mai 2016 à 3 heures du matin,.